# Найден-Герово
Найден-Герово (болг. Найден Герово) — село в Болгарии. Находится в Пловдивской области, входит в общину Сыединение. Население составляет 526 человек.

## Политическая ситуация
В местном кметстве Найден-Герово, в состав которого входит Найден-Герово, должность кмета (старосты) исполняет Атанас Стоянов Арабаджийски по результатам выборов правления кметства.
Кмет (мэр) общины Сыединение — Атанас Балкански(ГЕРБ болг.(Граждани за европейско развитие на България))  по результатам выборов в правление общины.